# Herb Alpert
Herb Alpert (* 31. března 1935 Los Angeles) je americký trumpetista a zpěvák.
V roce 1962 spoluzaložil hudební vydavatelství A&M Records. Slavil úspěchy s dechovým orchestrem Tijuana Brass, vycházejícím z hudby mariachi. V čele hitparády Billboard Hot 100 byl v roce 1968 jako zpěvák s písní „This Guy's in Love with You“ a v roce 1979 jako trumpetista s instrumentálkou „Rise“. Také vedl hitparádu Adult Contemporary s písněmi „A Taste of Honey“, „Casino Royale“ a „A Banda“.
V roce 2006 byl uveden do Rock and Roll Hall of Fame a má svou hvězdu na Hollywoodském chodníku slávy. V roce 2013 převzal od Baracka Obamy Národní medaili za umění. Je držitelem devíti cen Grammy a ve světě se prodalo 72 milionů kopií jeho nahrávek.
Věnuje se také malování a sochařství, o jeho výtvarné činnosti vznikl dokument Herb Alpert: Music for Your Eyes. Financuje udělování umělecké ceny Alpert Awards in the Arts. V Los Angeles založil hudební klub Vibrato Grill & Jazz.
Je potomkem židovských přistěhovalců, jeho otec pocházel z Radomyšlu a matka z Rumunska.